# Xerolirion
Xerolirion is een geslacht uit de aspergefamilie. Het geslacht telt slechts een soort: Xerolirion divaricata. De soort komt voor in West-Australië.